# Anne Louis Alexandre de Montmorency
Anne Louis Alexandre de Montmorency (25 janvier 1724 - Paris † 19 octobre 1812 - Paris), 7e prince de Robech, grand d'Espagne de 1re classe, est un membre de la maison de Montmorency, dernier des Montmorency-Robech.

## Biographie
Fils aîné, de Anne Auguste de Montmorency (1679 † 22 octobre 1745 - Lille) (... - 27 octobre 1745), 6e prince de Robech, grand d'Espagne de 1re classe (1716), premier baron chrétien, comte de l'Empire romain, marquis de Morbecque, et de son union le 23 décembre 1722, avec Charlotte Félicité du Bellay, dame de Villarnoult, (1708-1727), dame du palais de la reine d'Espagne, décédée à 18 ou 19 ans en 1727. Il voit le jour en 1724.
Il est aussi grand d'Espagne de première classe, marquis de Morbecque, comte d'Estaires, vicomte d'Aire et baron d'Haverskerque. Il reprend de fief de Villarnoult en 1767. 
Colonel du régiment du Limousin en 1744, il est brigadier en 1748, maréchal aide de camp en 1749, lieutenant-général des Armées du roi le 21 juillet 1762, gouverneur de Bouchain. Commandant en chef dans les provinces de Flandre, Hainaut et Cambrésis en 1777.
Élu député de la noblesse aux États généraux de 1789 pour le bailliage de Bailleul, il se montre favorable aux réformes avant de prendre congé en août 1790 et d'émigrer en 1791.
Il revient en France sous le Consulat. Ses biens furent vendus, dont Villarnoult, à l'exception des forêts qui furent restituées et dont son petit-fils, le duc de La Rochefoucauld, jouissait en 1865.[réf. à confirmer]
Ses enfants ne lui ayant pas survécu, c'est son cousin Anne Louis Christian de Montmorency (1769-1844), comte de Tancarville, qui lui succéda dans ses titres de prince de Robecq et grand d'Espagne.

## Vie familiale
Il épouse le 26 février 1745 à Paris, sa cousine Anne-Maurice (8 mars 1729 † 4 juillet 1760 - Paris),
fille de Charles II Frédéric de Montmorency (1702 † 1764), duc de Piney-Luxembourg, et de Marie-Sophie Colbert (22 décembre 1711 - rue Neuve-des-Petits-Champs, Paris † 29 octobre 1747), marquise de Seignelay, comtesse de Tancarville et dame de Gournay. Ensemble, ils eurent :
1. Louis Anne Alexandre (2 mars 1746 - Paris † 16 janvier 1749 - Paris), marquis de Morbecque ;
2. Anne Sophie Rosalie (6 septembre 1749 - Paris † 17 août 1753 - Paris) ;

Il épouse en secondes noces, le 3 mars 1761 à Paris, Émilie Alexandrine de La Rochefoucauld (31 décembre 1742 - Paris † 29 janvier 1814 - Paris), fille de François Armand de La Rochefoucauld de Roye (22 septembre 1695 † 28 mai 1783 ; issu des La Rochefoucauld de Roye, comtes de Roucy), duc de Liancourt, 1er duc d'Estissac (24 novembre 1737), grand'maître de la Garde-Robe du Roi, et de Marie de La Rochefoucauld (décembre 1718 † septembre 1789), dite « Mademoiselle de La Rocheguyon », dame d'Aubijoux, du Luguet, de Bélesta et de Bernis, sans postérité.

## Décorations
- Chevalier de l'ordre du Saint-Esprit (1786) ;
- Chevalier de l'ordre royal et militaire de Saint-Louis (1757).

## Armoiries
" D'or, à la croix de gueules, cantonnée de seize alérions d'azur "
Devise
" Dieu, aide au premier baron chrétien "

## Sources
- « Anne Louis Alexandre de Montmorency », dans Adolphe Robert et Gaston Cougny, Dictionnaire des parlementaires français, Edgar Bourloton, 1889-1891 [détail de l’édition]